# Джовін Джонс
Джовін Джонс (англ. Joevin Martin Jones; нар. 3 серпня 1991, Каренагі, Тринідад і Тобаго) — тринідадський футболіст, півзахисник американського клубу MLS «Сіетл Саундерз».

## Клубна кар'єра
Вихованець клубу «В Коннекшн». Його батько також був футболістом і виступав у складі збірної Тринідаду і Тобаго на позиції захисника. У 2009 році Джонс потрапив в основний склад команди «Коннекшн». В її складі футболіст двічі став чемпіоном Тринідаду і Тобаго, а також ставав переможцем Клубного чемпіонату Карибського футбольного союзу.
У 2014 році Джовін Джонс перебрався до Європи, де уклав контракт з фінським клубом «ГІК», але в команді не закріпився 
На початку 2015 року він перейшов у американську MLS в клуб «Чикаго Файр», а з наступного сезону став виступати за «Сіетл Саундерз», з яким виграв Кубок МЛС у 2016 році.

## Кар'єра в збірній
У збірній Тринідаду і Тобаго Джонс дебютував в 19 років у матчі проти збірної Панами. З тих пір Джонс став одним з основних її гравців.

## Досягнення

### Міжнародні
- Переможець Клубного чемпіонату КФС (1): 2009.

### Національні
- Чемпіон Тринідаду і Тобаго (2): 2011/12, 2013/14
- Володар Кубка Тринідаду і Тобаго (1): 2013/14
- Чемпіон Фінляндії (1): 2014
- Володар Кубка МЛС: 2016